# Луцій Антоній Альб (консул-суфект 102 року)
Лу́цій Анто́ній Альб (лат. Lucius Antonius Albus; I-II століття) — політичний, державний і військовий діяч, сенатор Римської імперії, консул-суффект 102 року.

## Біографія
Походив з роду Антоніїв. Про батьків, молоді роки відомостей немає.
102 року був консулом-суфектом разом з Марком Юнієм Гомуллом за часів правління імператора Траяна. Про його діяльність під час цієї каденції, як і про час смерті згадок немає. 

## Сім'я
- Син Луцій Антоній Альб, консул-суфект 132 року.